# گولینگن
گولینگن (به آلمانی: Göllingen) یک منطقهٔ مسکونی در آلمان است که در Kyffhäuserland واقع شده‌است. گولینگن  ۷۰۹ نفر جمعیت دارد.